# Patinação artística na Universíada de Inverno de 1997 - Individual masculino
A competição individual masculino da patinação artística na Universíada de Inverno de 1997 foi realizada em Jeonju, Coreia do Sul.

## Medalhistas
| Ouro   | RUS Ruslan Novoseltsev |
| Prata  | ROU Cornel Gheorghe    |
| Bronze | RUS Alexander Abt      |

## Resultados

### Geral
| Pos.              | Nome                | Nacionalidade  | Pontos | PC | PL |
| ----------------- | ------------------- | -------------- | ------ | -- | -- |
| Medalha de ouro   | Ruslan Novoseltsev  | Rússia         | 3.5    | 3  | 2  |
| Medalha de prata  | Cornel Gheorghe     | Romênia        | 3.5    | 1  | 3  |
| Medalha de bronze | Alexander Abt       | Rússia         | 5.0    | 8  | 1  |
| 4                 | Li Chengjiang       | China          | 5.0    | 2  | 4  |
| 5                 | Li Yunfei           | China          | 8.0    | 4  | 6  |
| 6                 | Seichi Suzuki       | Japão          | 10.0   | 10 | 5  |
| 7                 | Oleg Tataurov       | Rússia         | 10.0   | 6  | 7  |
| 8                 | Gabriel Monnier     | França         | 10.5   | 5  | 8  |
| 9                 | Naoki Shigematsu    | Japão          | 13.5   | 7  | 10 |
| 10                | Matthew Kessinger   | Estados Unidos | 15.0   | 12 | 9  |
| 11                | Yevgeny Martynov    | Ucrânia        | 15.5   | 11 | 11 |
| 12                | Johnny Rønne Jensen | Dinamarca      | 16.5   | 9  | 12 |
| 13                | Frédéric Dambier    | França         | 20.0   | 14 | 13 |
| 14                | Gheorghe Chiper     | Romênia        | 21.5   | 15 | 14 |
| 15                | Shin Amano          | Japão          | 22.5   | 13 | 16 |
| 16                | Margus Hernits      | Estônia        | 23.0   | 16 | 15 |
| 17                | Jayson Arnold Peace | Canadá         | 26.5   | 19 | 17 |
| 18                | Kim Se-yol          | Coreia do Sul  | 26.5   | 17 | 18 |
| 19                | Jin Yun-ki          | Coreia do Sul  | 28.0   | 18 | 19 |

Legenda
| Recorde mundial      | Recorde mundial (World record)               |                       | Recorde africano                      | Recorde africano (African) |                                           | Q | Classificado por posição (Qualified) |
| Recorde olímpico     | Recorde olímpico (Olympic record)            | Recorde da América    | Recorde da América (Americas)         | q                          | Classificado por melhor tempo (Qualified) |   |                                      |
| Melhor marca do ano  | Melhor marca do ano (World leading)          | Recorde asiático      | Recorde asiático (Asian)              | DNS                        | Não largou (Did not start)                |   |                                      |
| Recorde nacional     | Recorde nacional (National record)           | Recorde europeu       | Recorde europeu (European)            | DNF                        | Não terminou (Did not finish)             |   |                                      |
| Recorde pessoal      | Recorde pessoal do atleta (Personal best)    | Recorde da Oceania    | Recorde da Oceania (Oceania)          | DSQ / DQ                   | Desclassificado (Disqualified)            |   |                                      |
| Recorde da temporada | Recorde da temporada do atleta (Season best) | Recorde sul-americano | Recorde sul-americano (South America) | NM                         | Sem marca (No mark)                       |   |                                      |